# Castejoncillo
Castejoncillo o Castellonciello es un despoblado medieval cerca de Miedes cuyo término municipal se repartió entre Fuentes de Jiloca y Montón.

## Historia
Ya estaba despoblado en el siglo XIV y perteneció a la Sesma del río Miedes (actualmente río Perejiles) dentro de la Comunidad de Aldeas de Calatayud.
Aparece nombrado en el año 1182 en la Bula de Lucio III, si bien la cita puede corresponder a Castejón de Alarba, situado en la ribera del río Jiloca.

Ecclesiam de Monobrega cum pertinenciis suis, Ecclesiam de Castellonciello cum pertinenciis suis, Ecclesiam de Alfarba cum pertinenciis suis, Ecclesiam de Azeret cum pertinenciis suis, Ecclesiam de Athea cum pertinenciis suis, Ecclesiam de Montón cum pertinenciis suis

Durante la Edad Media, tras la guerra con Castilla en el siglo XIV, la Comunidad de aldeas de Calatayud sufrió una preocupante despoblación que motivo la desaparición de algunas aldeas a través de su anexión con otras cercanas, como es el caso de Castejón, que en 1499 vio confirmada su adhesión a Mara por el propio Fernando el Católico.